# Doba bronzová na území Česka
Jako doba bronzová se v Česku archeologicky vymezuje období přibližně mezi roky 2000 až 800 př. n. l. Na rozdíl od předchozího eneolitu, je pro tuto etapu lidského vývoje typické masové rozšíření bronzu, který je užíván již nejen jako luxusní zbraně či šperky, ale také k výrobě pracovních nástrojů (sekera, o něco později i srp). V první polovině 8. století př. n. l. dochází k relativně plynulému přechodu ve starší dobu železnou – halštat.

## Relativní chronologie
Chronologické členění doby bronzové na českém území vychází z relativní chronologie vytvořené na základě hrobových nálezů německým archeologem Paul Reineckem na počátku 20. století.
Vedle slovního označení (například starší doba bronzová) se v literatuře vyskytují i stupně (např. BA, případně Br A), často ještě detailněji členěné (BA1, případně Br A1). Tyto stupně do svého systému už původně včlenil Paul Reinecke, který zároveň vytvořil chronologii i pro dobu železnou. Doba bronzová odpovídala v jeho původním členění stupňům BA–BD, doba halštatská stupňům HA–HD, vývojem bádání o době bronzové a halštatské se nakonec ukázalo, že doba bronzová zasahuje až do stupně HB a doba halštatská začíná oproti původním předpokladům později.
- Starší doba bronzová =	BA1, BA2, (BA3) (2300/2200 – 1600 př. n. l.)
- Střední doba bronzová =	BB, BC (1650/1600 – 1300/1250 př. n. l.)
- Mladší doba bronzová =	BD, HA1, HA2 (1300/1250 – 1050/1020 př. n. l.)
- Pozdní doba bronzová =	HB1, HB2, HB2/3 (1050/1020 – 800/750 př. n. l.)

## Starší doba bronzová
Přechod mezi pozdním eneolitem a dobou bronzovou není chápán jako ostrý zlom ve společenském vývoji. Kultura únětická, která je hlavní kulturou projevující se na počátku doby bronzové na českém území, se vcelku plynule vyvíjí pod vlivem pozdně eneolitické kultury se šňůrovou keramikou a kultury se zvoncovitými poháry a dále vlivy z jihovýchodního prostředí Karpatské kotliny. Ve starší době bronzové na Moravu zasahují i východní epišňůrové kultury, představované konkrétně kulturou Chłopice–Veselé a nitranskou kulturou (resp. v literatuře i nitranská skupina), náležející do komplexu Mierzanowice–Nitra–Košťany. Relativně úzké (snad obchodní) kontakty s jihovýchodními kulturami projevující se nálezy importů, udržovala v závěru starší doby bronzové věteřovská kultura (v literatuře také i věteřovská skupina), rozšířená na Moravě a částečně i v Čechách a úzce příbuzná s maďarovskou kulturou. V rámci některých kontextů se ve starší době bronzové nalézá i litzenkeramik, související s inkrustovanou keramikou kultur v Karpatské kotlině.

## Střední doba bronzová

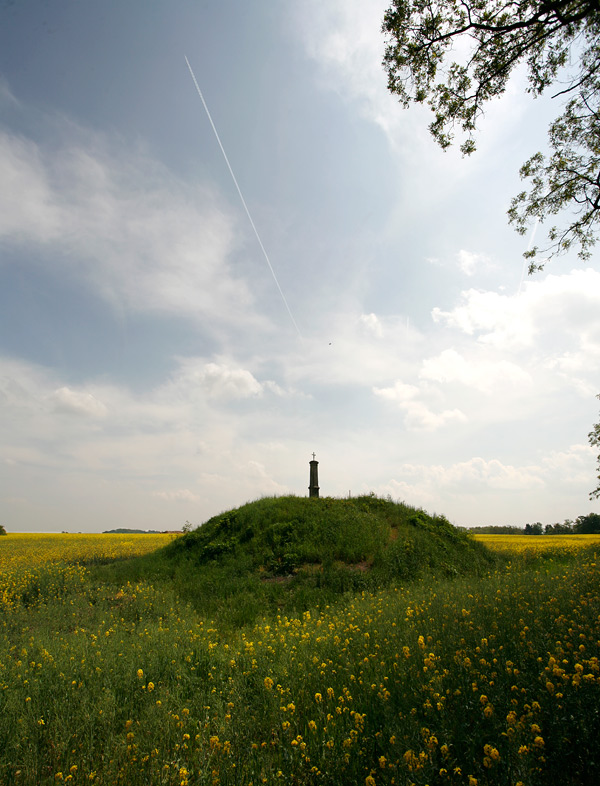
Mohyla v Chotouni

Na přelomu starší a střední doby bronzové dochází ve střední Evropě k zásadnímu kulturnímu zlomu, který se projevil vystřídáním kultur i na českém území. Pravděpodobně ze středního Podunají se rozšiřuje komplex mohylových kultur, v jižních a západních Čechách se rozlišuje českofalcká mohylová kultura, v ostatních oblastech Čech a na jižní Moravě středodunajská mohylová kultura. Území severní Moravy se v této době vyvíjí odlišně, není příliš jasné, zda se jedná o předlužickou kulturu (vyvíjející se pak v lužickou kulturu) jako ve Slezsku, spíše se opatrně hovoří o předlužickém či protolužickém horizontu.

## Mladší doba bronzová
Pro mladší (a pozdní) dobu bronzovou je typickým pohřebním ritem ukládání spálených pozůstatků do uren – popelnic, podle kterých se kultury takto zacházející se svými mrtvými označují jako kultury popelnicových polí (velká pohřebiště složená z popelnic). Do jižních, středních a západních Čech zasahuje komplex hornodunajských popelnicových polí, konkrétně se odlišuje v západních Čechách milavečská kultura, ve středních, severozápadních a částečně i jižních Čechách knovízská kultura, na Chebsku se vyděluje chebská skupina.
Severozápadní, severní Čechy patří k polabskému okruhu komplexu lužických popelnicových polí, k lužickým popelnicovým polím oderské větve patří i Čechy východní, severní a střední Morava a území českého Slezska. Na jižní Moravu zasahuje středodunajská kultura popelnicových polí, konkrétně se projevující velatickou kulturou.

## Pozdní doba bronzová
Na území střední Evropy se dále vyvíjí komplex popelnicových polí. Knovízská kultura přechází do kultury štítarské (někdy se ve starší literatuře hovoří o štítarském stupni knovízské kultury). Na kulturu milavečskou navazuje nynická skupina, osídlení chebské skupiny se postupně vytrácí. Na jižní Moravě na velatickou kulturu navazuje kultura podolská.